# Touché
Na esgrima, touché (lit. "tocado", em francês; pronuncia-se tu-chê) é usado como um reconhecimento de um golpe, dito pelo esgrimista que foi golpeado. Um árbitro pode dizer "touché" para referir-se a um toque usando, por exemplo, a voz francesa: para "sem ponto", que é "pas de touché" ("não tocado").
Touché é muito usado também como uma expressão, significando uma vitória em uma discussão ou um xeque-mate, por exemplo.